# 2015年9月香港

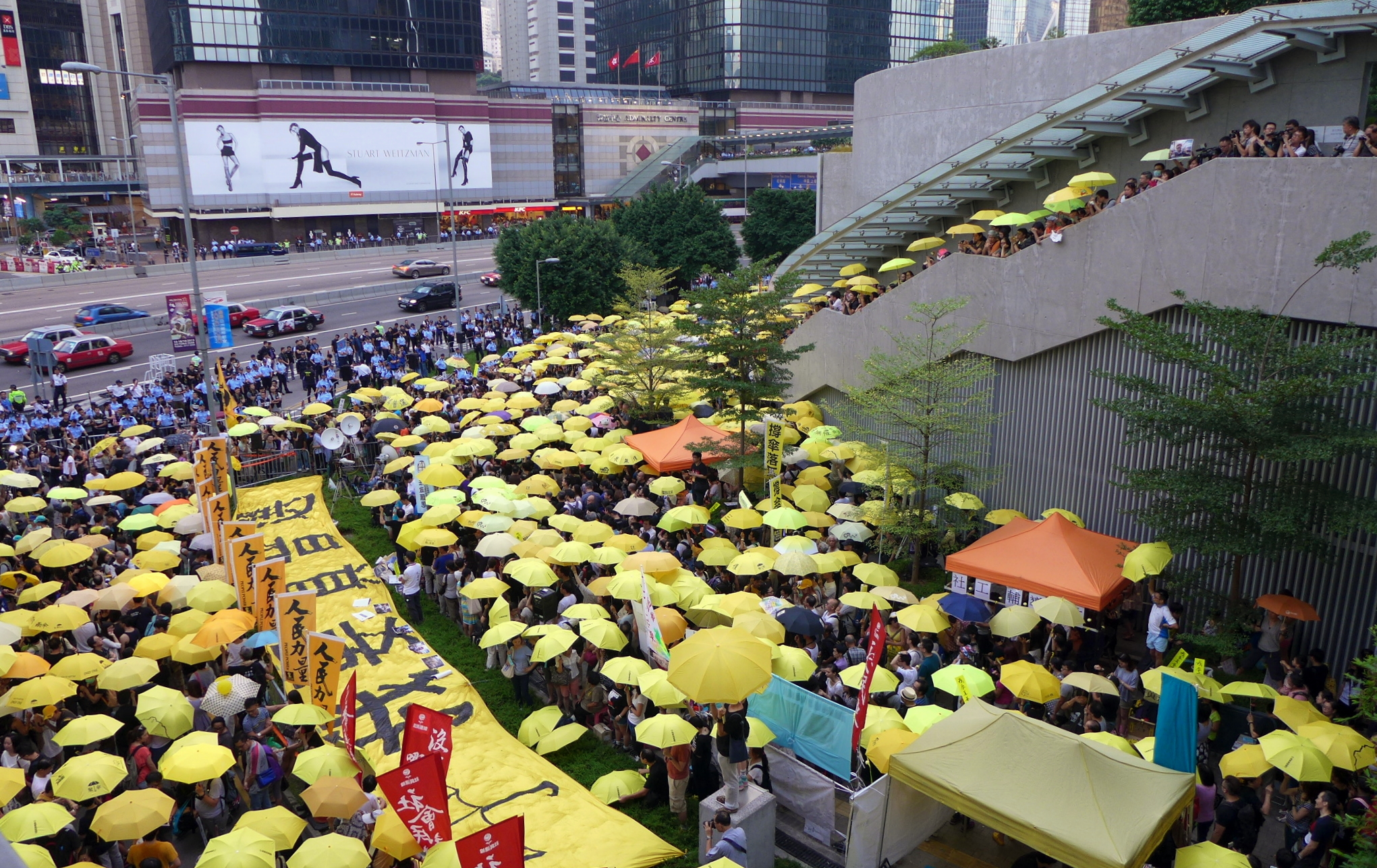
9月28日，民陣在金鐘添美道舉行雨傘運動一周年紀念活動，有約1,000人參與，並於傍晚5時58分、即警方施放第一枚催淚彈的時間撐起黃傘，默站15分鐘

## 9月1日
- - 匡智會被指有智障女子被導師粗暴對待，一名男職員揪着一名智障女學員的衣領推撞。事件曝光後，立法會議員張超雄隨即報警，指同一中心還有一名女學員曾被職員強行張口灌湯，致女事主臉頰瘀傷。消息指兩案均涉及同一名導師，匡智會表示已向該名導師發警告信並調職。[1]
  - 警方去年11月在旺角佔領區清場，先後拘捕逾百人。律政司今年3月獲高等法院批准就首批17名被捕者，控告刑事藐視法庭，但律政司卻沒按規定在14日內發出通知各被告上庭的「預約時間通知書」。律政司要求法庭容許延期發文件，但法官指無權批准，駁回申請，各被告獲撤銷控罪。[2]

## 9月3日
備受注目的世界盃亞洲區外圍賽，香港作客中國逼和對手0-0，取得寶貴的一分，暫時處於榜首。賽事在深圳寶安體育場舉行，有約2.6萬名中港球迷入場。賽後港隊門將葉鴻輝表示中國隊隊長鄭智辱罵他是狗，但鄭否認。

## 9月5日
馬鞍山錦英苑發生3屍命案，死者為父子，男事主52歲，兩名男童分別8歲及10歲。警方發現相信男戶主寫的遺書，透露因為家庭和感情問題，想與兒子尋死，房間有燒炭灰燼，案件列作兇殺和自殺案。

## 9月6日
過百名本土派人士再發起「光復上水」反水貨客示威，示威者在上水水貨集散地高叫「打擊水貨走私，還我平靜家園」等口號，多間藥房及水貨店一度落閘。遊行尾聲本土民主前線黃台仰要求警方拘捕向其義工叉頸的忠義民團成員，黃反遭警推撞及拘捕。

## 9月8日
- - 港隊在世界盃外圍賽迎戰卡塔爾，以3：2落敗。完場前一度於大比數落後下的情況追回兩球，掀起高潮。不少入場球迷說滿意港隊的表現，認為港隊雖敗猶榮。財政司司長曾俊華亦有到旺角大球場欣賞賽事，他在社交網站上載了相片及影片，為香港隊打氣。[6]
  - 第二輪「白居二」計劃截止申請，房委會共接獲約3.02萬份申請表，暫超額11倍。今期白居二僅得2,500個名額，只及上次一半，加上推出以來一直反應平平。[7]

## 9月9日
- - 香港寬頻打電話給客戶提醒合約快完結並提供續約優惠，被法庭裁定是使用客戶個人資料作直接促銷，違反私隱條例，罰款三萬，是針對規管直接促銷條例生效後首宗罪成案件。[8]
  - 旺角朗豪坊晚上有小巴司機被警員抄牌，引發大約二十輛小巴到場聲援堵塞路面，附近交通擠塞。事件擾攘約三小時，午夜前獲得解決。一名警員及一名小巴司機受傷，警方拘捕該名小巴司機。[9]

## 9月10日
- - 亞洲電視宣佈股權易手，中國文化傳媒國際控股決定收購亞視52.41%控股股權及全部亞視債務，並去信通訊局申請股權變動，新財團未來會投放100億元發展全方位的電視服務，包括衛星電視及OTT，目前正積極重新申請免費電視牌照。亞視將會更改各台的名稱，並會新增兩條頻道。通訊局表示，已收到亞視提出股權變動的申請，並會按既定程序處理。[10]
  - 無證男童肖友懷的外婆早前因涉嫌協助及教唆他人違反逗留條件被捕，獲准自簽擔保保釋。據了解，法庭將會排期安排審訊日期，而肖友懷暫有內地家人照顧。[11]

## 9月11日
大學教育資助委員會通過香港教育學院正名為大學，稍後會將批准結果交予教育局，再由教育局建議給行政長官會同行政會議審批。

## 9月12日
中聯辦主任張曉明出席《基本法》頒佈25周年研討會時，發表特首具凌駕行政、立法、司法權之上的特殊法律地位、香港從來沒有三權分立等言論，引起強烈反彈。泛民主派批評張曉明等同將特首梁振英奉為「封建皇帝」，凌駕法律之上。

## 9月15日
一名女學生攜帶體積大的古箏進入港鐵大圍站，被數名港鐵職員包圍查問，最終被勸喻離開轉乘其他交通工具。事件引起網民熱論，有人批評港鐵「欺善怕惡」，對水貨客及其他攜帶大型行李的乘客卻視若無睹。

## 9月17日
- - 國際足協向香港足總發信，表示會就本月8日香港主場對卡塔爾賽事發生的兩宗事件展開紀律調查，包括有香港球迷於國歌奏起時發出噓聲和有球迷故意向比賽場區投擲紙包檸檬茶的紙盒，目標是卡塔爾的10號球員。足總副主席貝鈞奇則估計只會被判罰款。[15]
  - 首度有幼稚園水鉛超標，觀塘基督教服務處觀塘幼兒學校廚房經熱水罉流出的食水樣本，鉛含量超標10倍。[16]

## 9月18日
- - 政府公布，政制及內地事務局政治助理陳岳鵬升任該局副局長，填補前副局長劉江華升任民政局長後的空缺，是歷來最年輕副局長，亦是首名由政助升職副局長的問責官員。[17]
  - 由新地、恒地提供元朗新田地皮興建的臨時邊境購物城，獲城規會有條件通過。購物城料2016年第三季開幕，為期3年。約50名新田村村民昨在城規會開會前到場抗議，反對在欠缺地區諮詢下興建臨時邊境購物城，擔心會造成嚴重交通擠塞。[18]
  - 鳳凰衛視旗下的鳳凰優悅向政府申請要求退還數碼聲音廣播牌照，並由9月28日起停止播放新節目，開台至今只得三年。[19]

## 9月21日
- - 港鐵佐敦站月台傍晚下班繁忙時間發生斬人案，3名持印度籍男子候車期間突遭9至10名持刀同鄉包圍狂斬。在月台的乘客爭相走避，警員到場將傷者送院。[20]
  - 亞洲電視宣佈向通訊局重新申請本地免費電視牌照。[21]

## 9月22日
- - 樂視宣布獲得2016至19年英超香港播映權，now TV指已與樂視達成共識，觀眾未來三季可繼續在nowTV收看英超賽事。但樂視亞太區執行總裁莫翠天表示未有與第三方達成實質及可公佈的方案。[22]
  - 市建局董事會通過「簡約版」活化中環街市方案，動用約6億元。新方案建議，不會在街市天台加建「漂浮綠洲」，但會於街市中庭建設公共空間。市建局行政總監林濬表示，經過勘探，發現中環街市最高一層根本不可承載行人，如果要改建，要花15億元，董事會決定以簡約辦法活化。[23]

## 9月23日
造價70億元的港珠澳大橋香港口岸填海工程爆出醜聞，路政署承認港珠澳大橋香港口岸人工島填海地錄得不同程度移動，最多達6至7米，口岸工程無法在2016年底完工。

## 9月25日
- - 前身為立法會大樓的終審法院新大樓進行啟用典禮。現任終院首席法官馬道立致辭時，表明法官要以無懼、無偏、無私、無欺之精神判案，縱使有關決定不受政府歡迎。李國能在報章發表逾2,000字有關終院的文章，強調在法治下任何人「不論他的地位有多高，都不能凌駕在法律之上」，不點名反駁中聯辦主任張曉明及饒戈平等人提出的「特首超然論」。[25]
  - 由水務署領導的調查食水含鉛量超標專責小組公佈初步調查結果，指啟晴邨及葵聯邨二期食水含鉛量超標，主因是水管的錫焊接物含鉛，有水管焊接位含鉛量高達41%，是英國標準585倍；報告更指水管焊接位手工差致食水含鉛超標。[26]
  - 政府統計處推算本港人口增長，估算在2043年達頂峯822萬人，人口之後會回落，而未來50年會出現急劇人口老化，長者人口首20年增加一倍，50年後更佔人口36%，相反勞動人口在50年內會大跌50萬人。[27]

## 9月26日
- - 荃灣悅來坊1樓往地庫的扶手電梯，發生扶手梯踏板突然抽空事故，消息指，當時電梯踏板移位抽空，幸市民及時跳開，並無受傷。事件中如有人跌入空隙，恐重演早前湖北商場少婦遭扶手梯「吃掉」喪命的慘劇。商場保安員迅速趕至，該扶手梯即時停用，並召來工程人員緊急維修。[28]
  - 受到炎熱天氣觸發對流活動，下午本港風雲突變，天文台發出黃色暴雨警告超過一小時，其間九龍東雨量達88毫米，黃大仙彩虹道變成一片汪洋，不少汽車死火被困水中，商舖被淹損失慘重。有市民質疑今次嚴重水浸與現場渠務工程有關。[29]

## 9月27日
- - 筲箕灣避風塘發生三級火，25艘船焚毀，現場傳出多次爆炸聲，一家五口受輕傷送院治理。消防指，火警涉及船上煮食燃料，最先起火的是一艘漁船，會再調查火警原因。 [30]
  - 39人死亡、近百人受傷的2012年南丫島撞船事故中，8名家屬召開記者會，表示本月30日將會和律政司會面，要求對方交代刑事調查進度。有家屬批水密門不及格是導致海難的主因，但被告的罪名與水密門設計沒直接關係，質疑批圖的工程師、發牌的職員毋須負責，將會入稟要求政府公開內部調查報告，亦已指示律師進行民事索償。[31]

## 9月28日
民陣在金鐘添美道舉行雨傘運動一周年紀念活動，有約1,000人參與，並於傍晚5時58分、即警方施放第一枚催淚彈的時間撐起黃傘，默站15分鐘。人民力量成員譚得志（快必）宣佈若有足夠市民，將衝出夏慤道佔領87分鐘，以示毋忘警方用87枚催淚彈暴力驅散和平示威者。在大會默站時，快必率眾高舉黃傘，步向添美道與夏慤道交界，警方迅速開放添美道南行線，並要求示威者停止逼近夏慤道路口。雙方最終僵持逾半小時。

## 9月29日
- - 香港大學校委會以12票反對、8票贊成、1票棄權，否決任命陳文敏出任副校長。校委會主席梁智鴻表示，決定是基於港大長遠及最大利益，但拒絕透露會上討論內容。但有份出席會議的港大學生會會長馮敬恩打破保密協議，點名披露李國章、紀文鳳、盧寵茂等多名校委，分別以學歷及操守等原因抨擊陳文敏，認為他不適合出任副校長。港大校長馬斐森則表示失望，並會再次物色人選。[33]
  - 香港電視網絡早前就通訊局使用DTMB制式指提供流動電視服務要先依據《廣播條例》取得免費電視牌照一事提出司法覆核，原訟庭裁定港視敗訴，指港視若採用DTMB制式廣播則跟無綫或亞視一樣，可透過大廈公共天線「入屋」，須受《廣播條例》規管。港視回應指會就判詞上訴，亦會與通訊辦探討採用另一個傳送制式的技術可行性。[34]
  - 通訊局批准亞視調整現有頻道的申請，本港台將會更名為「香港台」，亦會新增一條24小時財經新聞台和普通話台，同時宣佈基層員工將加薪1至3成。[35]
  - 機場管理局公布機場第三跑道財務的修訂安排，原先提出向旅客收取的建設費會由劃一收費，改成按飛行距離和機票等級分級收費，但收費期會延長。融資方案分三部分，除了建設費，還有暫停向政府派息和借貸。[36]

## 9月30日
- - 事隔3年，國慶夜南丫海難家屬與律政司長袁國強會晤，獲告知除了早前兩名已遭檢控的海事處人員外，將不會起訴其他涉事公職人員，政府外聘的獨立大律師亦同意相關決定。會上家屬一度要求將案件資料交予家屬聘請的大律師，以覆檢不起訴的決定，但律政司拒絕。[37]
  - 政府宣布外籍家庭傭工的「規定最低工資」將調高百分之二點四，加薪100元，至4210元。[38]